# Конари (Зґерський повіт)
Конари (пол. Konary) — село в Польщі, у гміні Озоркув Зґерського повіту Лодзинського воєводства.
Населення — 137 осіб (2011).
У 1975-1998 роках село належало до Лодзинського воєводства.

## Демографія
Демографічна структура станом на 31 березня 2011 року:
|          | Загалом | Допрацездатний вік | Працездатний вік | Постпрацездатний вік |
| -------- | ------- | ------------------ | ---------------- | -------------------- |
| Чоловіки | 61      | 12                 | 44               | 5                    |
| Жінки    | 76      | 18                 | 40               | 18                   |
| Разом    | 137     | 30                 | 84               | 23                   |